# Rockwell (krój pisma)

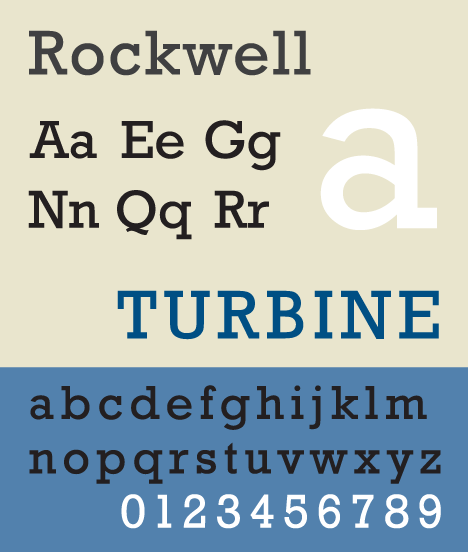
Kategoria: Szeryfowa
Klasyfikacja: Linearna
Projektant: Monotype
Data powstania: 1934

Rockwell – krój z rodziny szeryfowych lub egipcjanek. Został zaprojektowany na zlecenie ówczesnego inspektora firmy Monotype – Franka Hinmana Pierponta – w 1934 roku i okazał się jednym z najbardziej popularnych krojów wśród egipcjanek z XX wieku.
Szeryfy cechuje prawie jednolita grubość kresek tworzących litery, są podobne do szeryfów w krojach Akzidenz-Grotesk lub Franklin Gothic. Rockwell jest krojem geometrycznym, jego wielkie i małe o jest bardziej okrągłe niż eliptyczne. Szeryf na szczycie wielkiej litery A jest wyrazisty (szeryf belkowy). Ponadto oś liter okrągłych jest całkowicie prostopadła do linii pisma. 
Ze względu na czystą i prostą formę może być śmiało wykorzystywany w tekstach ciągłych. Jest oparty na wcześniejszym, bardziej skondensowanym kroju szeryfowym o nazwie Litho Antique. 
W latach 80. XX wieku widniał w PM Magazynie oraz w corocznych edycjach Księgi rekordów Guinnessa.
New York Times używa podobnego kroju, Stymie Extra Bold, który jest wykorzystywany na pierwszych stronach niedzielnych gazet i kilku innych typograficznych. Forma litery małego t  w Stymie Extra Bold jest bardzo geometryczna, a Rockwell Extra Bold ma ją zaokrągloną. Wydłużenie górne litery t kroju Rockwell jest także mocno ścięte.
Charlotte Hornets używa odmiany Rockwell zwaną Rockwell Condensed do swojego logo i strojów.

## Pochodne
Opracowana przez Herb Lubalin ITC Lubalin Graph jest wersją egipcjanki ITC Avant Garde, która jest podobna do Rockwell. Posiada jednak nieco mniej szeryfów (np. brak szeryfu dolnego w 7 i szeryf w A jest skierowany na lewo) i parę różniących się majuskuł (np. B, G, R). Krój ITC Avant Garde Gothic jest bezszeryfowym wariantem krojów ITC Lubalin Graph i Rockwell.